# Amphiura pusilla
Amphiura pusilla is een slangster uit de familie Amphiuridae.
De wetenschappelijke naam van de soort werd in 1897 gepubliceerd door Farquhar.